# Corée du Sud aux Jeux paralympiques d'hiver de 2010
La Corée du Sud était représentée par 25 athlètes aux Jeux paralympiques d'hiver de 2010 à Vancouver (Canada). Elle a obtenu une médaille d'argent.

## Médailles

### Argent
| Sport                  | Discipline   | Sportifs                                         | Performance |
| Médailles d'argent : 1 |              |                                                  |             |
| Curling                | Équipe mixte | Misuk Kang Yanghyun Cho Myungjin Kim Gilwoo Park |             |

## Engagés par sport

### Biathlon
Femmes
Hommes

### Curling en fauteuil roulant
- Équipe mixte :
  - 1er : Misuk Kang
  - 2e : Yanghyun Cho
  - 3e : Myungjin Kim
  - Remplaçant : Gilwoo Park

Entraineur : Haksung Kim

### Ski alpin
Femmes
Hommes

### Ski de fond
Femmes
Hommes